# (37995) 1998 KG24
1998 KG24 (asteroide 37995) é um asteroide da cintura principal. Possui uma excentricidade de 0.09780770 e uma inclinação de 14.45179º.
Este asteroide foi descoberto no dia 22 de maio de 1998 por LINEAR em Socorro.